# 인키퍼
《인키퍼》(영어: The Innkeepers)는 미국에서 제작된 타이 웨스트 감독의 2011년 초자연 공포 영화이다. 세라 팩스턴 등이 출연하였고, 데릭 컬 등이 제작에 참여하였다.

## 출연진
- 세라 팩스턴
- 팻 힐리
- 켈리 맥길리스
- 앨리슨 바틀릿
- 리나 더넘
- 조지 리들
- 브렌다 쿠니
- 존 스페러다코스